# Les Troubadours de Roc-à-Pic
Les Troubadours de Roc-à-Pic est la vingt-troisième histoire de la série Johan et Pirlouit d'Alain Maury (dessin), Yvan Delporte et Thierry Culliford (scénario). Elle est publiée pour la première fois sous forme d'album en 1995.

## Résumé
Johan et Pirlouit aident Maximin de Roc-à-Pic, fils du duc de Roc-à-Pic, à regagner la capitale du duché. Ce jeune homme, qui aimait trop la bagarre, s'est vu imposer une mise à l'épreuve par son père : s'il parvenait à ne pas se bagarrer pendant un an, il deviendrait son héritier ; dans le cas contraire il serait déshérité.
Un groupe de trois malfaiteurs est employé par Urbain, le demi-frère de Maximin, pour l'obliger à se battre : des guet-apens lui sont tendus, de fausses attaques sont organisées, mais à chaque fois le jeune héritier parvient à échapper à la situation de conflit et à ne pas se battre. Urbain, pendant ce temps, empoisonne lentement le duc en lui faisant boire des boissons à base de ciguë concoctées par son homme de main Gidéon.
Johan et Pirlouit seront aidés dans leurs pérégrinations par une troupe de trois ménestrels, Anthelme, Ambroise et Guillemette, qui vendront à Pirlouit plusieurs mandores successives, qui seront systématiquement cassées. Les achats de mandores par Pirlouit et leurs différentes destructions lors de bagarres ou autres événements contribuent d'ailleurs au ressort comique de l'épisode.
La fin de l'épisode voit Maximin regagner la capitale du duché, faire arrêter Urbain et le trio de malfaiteurs, monter sur le trône du duché avec l'assentiment de son père et épouser Guillemette.

## Personnages
- Johan, Pirlouit et Biquette
- Maximim de Roc-à-Pic
- Urbain de Roc-à-Pic
- Le duc de Roc-à-Pic
- Le trio de malfaiteurs
- Le trio de ménestrels

- L'histoire ne met pas en scène les Schtroumpfs.